# Geeske Banck
Geeske Banck (Kiel, 22 de enero de 1981) es una jugadora retirada de voleibol y voleibol de playa alemana.

## Carrera

### Carrera en voleibol de salón
En 1994, comenzó a jugar voleibol de salón con FT Adler Kiel, con quien ascendió a la segunda Bundesliga en 1999. Diez años después, logró nuevamente ascender a la segunda Bundesliga, donde jugó para Kieler TV en 2009/10. Después de un duodécimo lugar en 2009/10, el KTV fue relegado a la Regionalliga Nord, donde terminó segundo en 2010/11. Después de un tercer lugar en 2011/12, se convirtió en subcampeona con el KTV 2012/13 en la tercera división recién creada y ascendió nuevamente a la segunda división. En 2014 puso fin a su carrera bajo techo.

### Carrera de voleibol de playa
En 1997, la nativa de Kiel comenzó su carrera en el voleibol de playa paralelamente al de salón. Al principio tocó junto a Martina Stein de Kiel. En su único torneo con Friederike Romberg, terminó segunda en el Campeonato de Europa Sub-23 de 2003 en Polonia. En 2005, Geeske Bank protagonizó junto a Mireya Kaup. En el Campeonato Europeo de Vóley Playa de 2005 en Moscú, las dos primeras perdieron ante las finalistas posteriores Kadijk/Mooren de los Países Bajos y terminaron quintas, una semana después, en el Campeonato de Alemania en Timmendorfer Strand la combinación venció por primera vez al equipo nacional Claasen/Röder, luego en cuartos de final los ganadores del año anterior Brink-Abeler/Jurich y ocuparon el cuarto lugar después de las derrotas contra Pohl/Rau y Goller/Ludwig. En los dos años siguientes, comenzó a hacer equipo con Susanne Lahme. El equipo Banck/Lahme finalizó séptimo en el Tour FIVB en Acapulco en 2006. Un año después, en el Campeonato Mundial de Vóley Playa de 2007 en Gstaad, las dos alemanas superaron la ronda preliminar, pero luego perdieron 2-0 ante sus compatriotas Brink-Abeler/Jurich en los dieciseisavos de final. Poco después, Lahme puso fin a su carrera por problemas en la rodilla.
Geeske Bank comenzó a trabajar con Anja Günther en octubre de 2007. La primera salida para las dos fue un noveno lugar en el World Tour en Phuket, Tailandia. Casi exactamente un año después, las dos alemanas consiguieron su mejor puesto hasta el momento en el World Tour con el bronce, de nuevo en Phuket. En 2008 se lograron otras ubicaciones excelentes al llegar a la final en el CEV Masters en La Haya y el quinto lugar en el torneo FIVB en Dubai. En el Smart Beach Tour de 2008, derrotaron a Ruth Flemig y Stefanie Hüttermann en dos sets y aseguraron el tercer lugar. En el Campeonato de Alemania de ese año, fueron derrotadas por Claasen/Röder por la medalla de bronce. Banck y Günther lograron su mejor ubicación en el campeonato alemán en 2009, cuando derrotaron a las grandes favoritas Goller/Ludwig en semifinales y solo fueron derrotadas en la final por Katrin Holtwick e Ilka Semmler. En 2010, Bank/Günther terminó séptimo en el Abierto de Shanghái. En julio de 2011, Bank y Günther se separaron. Jugó el resto de la temporada de playa cambiando de pareja, pero con Kira Walkenhorst pudo ganar el torneo Smart Beach Tour en Colonia. En 2012, el equipo Bank/Walkenhorst se convirtió en subcampeón de Alemania en una repetición de 2009, derrotando a Sara Goller y Laura Ludwig para llegar a la final, pero siendo derrotadas por Katrin Holtwick e Ilka Semmler en la final. Después de eso, el equipo Bank/Walkenhorst terminó séptimo en el Abierto de Åland.
A fines de 2012, terminó su carrera en el voleibol de playa y desde entonces ha sido entrenadora estatal en la Asociación de Voleibol de Schleswig-Holstein.